# Otostigmus fossuliger
Otostigmus fossuliger är en mångfotingart som beskrevs av Karl Wilhelm Verhoeff 1937. Otostigmus fossuliger ingår i släktet Otostigmus och familjen Scolopendridae. Inga underarter finns listade i Catalogue of Life.